# Castin
Castin (gaskognisch gleichlautend) ist eine französische Gemeinde mit 345 Einwohnern (Stand: 1. Januar 2022) im Département Gers in der Region Okzitanien (vor 2016 Midi-Pyrénées). Sie gehört zum Arrondissement Auch und zum Kanton Gascogne-Auscitaine. Castin ist zudem Mitglied des 2001 gegründeten Gemeindeverbands Grand Auch Cœur de Gascogne. Die Einwohner werden Castinois(es) genannt.

## Lage
Castin liegt etwa sechs Kilometer nordwestlich der Stadt Auch. In Castin entspringt die Loustère. Umgeben wird Castin von den Nachbargemeinden Castillon-Massas im Norden und Nordosten, Auch im Osten und Süden, Duran im Südosten, Ordan-Larroque im Westen sowie Saint-Lary im Nordwesten.

## Bevölkerungsentwicklung
| Jahr                                                | 1962 | 1968 | 1975 | 1982 | 1990 | 1999 | 2006 | 2011 | 2020 |
| Einwohner                                           | 150  | 136  | 141  | 188  | 262  | 261  | 266  | 304  | 361  |
| Quellen: Cassini und INSEE; heutiges Gemeindegebiet |      |      |      |      |      |      |      |      |      |

## Sehenswürdigkeiten
- Kirche Saint-Gènes